# Ucea de Sus
Ucea de Sus – wieś w Rumunii, w okręgu Braszów, w gminie Ucea. W 2011 roku liczyła 961 mieszkańców.